# Вырец
Вырец — деревня в Лихославльском районе Тверской области России, входит в состав Микшинского сельского поселения.

## География
Деревня расположена на берегу реки Тресна в 8 км на юго-восток от центра сельского поселения села Микшино и в 31 км на северо-восток от райцентра города Лихославль. 

## История

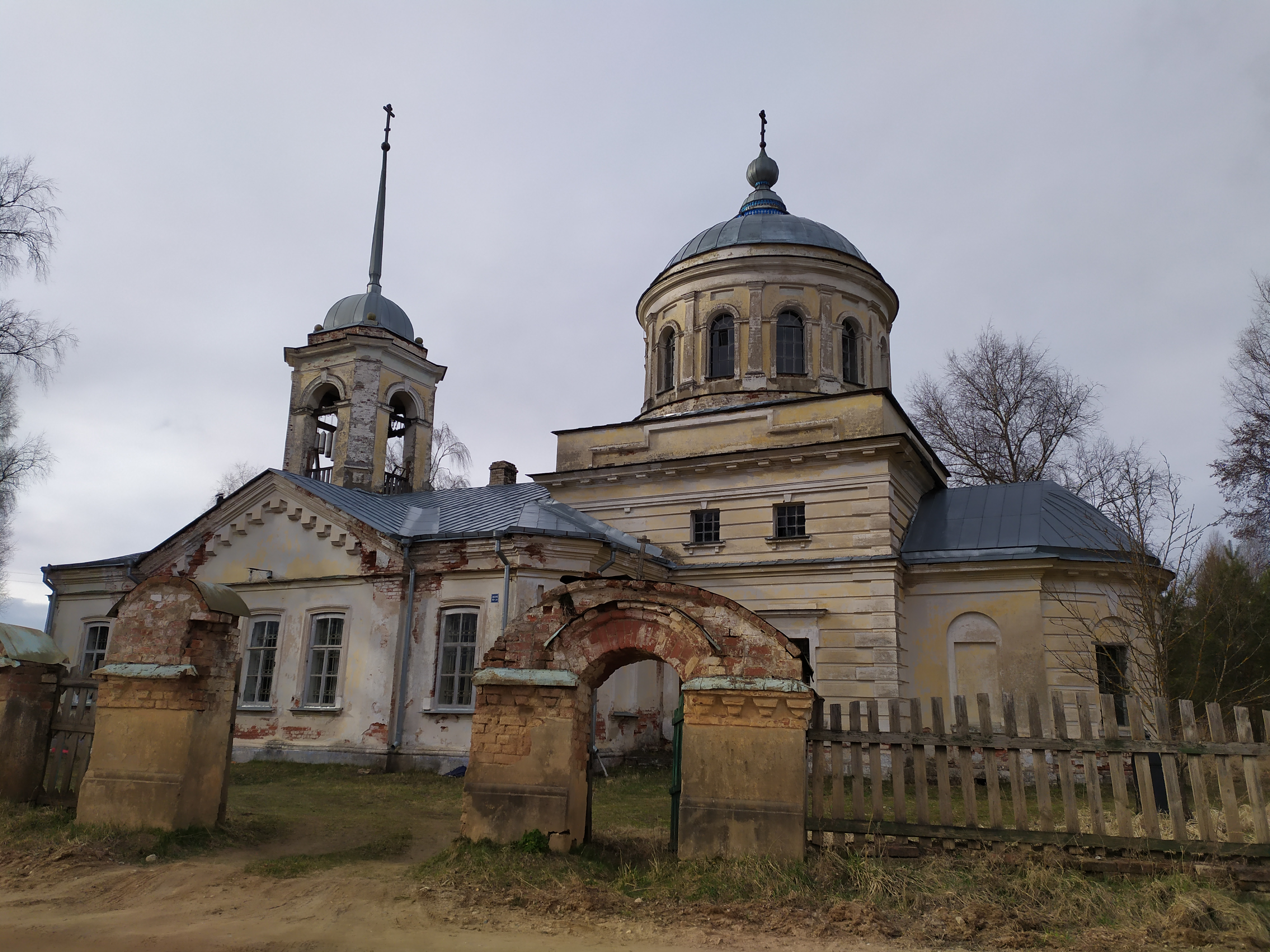
Знаменская церковь

Село Вырец ведёт свою историю с 1650 года, когда была построена первая деревянная Знаменская церковь в честь победы русских воинов над литовцами. В 1825 году в селе была построена каменная Знаменская церковь с 3 престолами. Существовавшая в селе церковь была в 1929 г. закрыта и разграблена. В 1941 г. монахиня вновь открыла службу. Она крестила детей, совершала другие церковные обряды. Официально церковь была открыта вновь 17 ноября 1945 г. Знаменская церковь, одна из трех действовавших в Лихославском районе в советское время. 
В конце XIX — начале XX века село входило в состав Микшинской волости Бежецкого уезда Тверской губернии. 
С 1929 года деревня входила в состав Микшинского сельсовета Лихославльского района Тверского округа Московской области, с 1935 года — в составе Калининской области, с 2005 года — в составе Микшинского сельского поселения.

## Население
| 1859 | 2010 |
| ---- | ---- |
| 161  | ↘16  |

## Религия
В селе расположена действующая Церковь иконы Божией Матери "Знамение" (1825) .